# 11871 Норж
11871 Норж (11871 Norge) — астероїд головного поясу, відкритий 7 жовтня 1989 року.